# フォン (前置詞)
フォン（独: von） は、ドイツ語の前置詞。
この前置詞は、ドイツ語圏（オーストリアなどを含む）において、しばしば王侯（フュルスト）・貴族や準貴族（ユンカー）の姓の初めに冠する称号として使われる。以下に詳述する。

## 「フォン」称号の姓
フォンの付く姓は元来は前置詞の字義通り「〜出身」を意味し、中世初頭頃ゲルマン人の習俗として「姓」がなかった時代、領主が自らの領地の地名を名乗ったことの名残である。古くからの家柄のフォン姓は、家門の発祥地を示している（例：ハプスブルク家、ホーエンツォレルン家）。中世盛期以降は、このような元来の出身地を表す意味は薄れ、日本における名字に近い形式的なものとなった。フォンに続く地名はあくまで古い先祖の領地であり、実際の領地は全く異なる場所となっている場合が往々にしてある。
また、近代では新たに叙爵を受けたり、ユンカー、騎士（リッター）、領主（ヘル）などの準貴族に列せられた者が、元々の姓に「フォン」を冠して名乗るようになる例もある（例：ヨハン・ヴォルフガング・フォン・ゲーテ）。この場合は、出身地を指す意味合いは含まれない。爵位を持たない準貴族の場合は、「フォン」そのものが階級を表す一種の称号となる。この場合は英国の「サー」の称号と類似するが、フォンの称号は世襲が可能であり、また、養子縁組などでその称号を受け継ぐこともできる。
フランス貴族の姓に見られる「ド」または「ドゥ」 (仏: de) の称号なども意味合いとして類似する。また、オランダ語でもフォンと同源の前置詞「ファン」 (蘭: van) があり、同様に姓に冠して用いられる。ただし、オランダ語のファンは特別な称号ではなく一般的な姓の形式であり、平民でも名乗ることが多い。
なお、ドイツ人の君主（神聖ローマ皇帝など）のもとで保持されてきた制度であるため、ドイツ・オーストリア・スイスなどのドイツ系の家系以外にも、その支配下にあった非ドイツ系の家系（特に東欧）でもフォンを名乗る家は存在する。

## 「ツー」称号の姓
フォン姓と並んで、ツー (独: zu) の称号も用いられる。フォン姓に対して、こちらは主に比較的新興の領主が、出身地や現に支配している領地を明示するために用いることが多い。
フォンではなくツーのみを冠する姓（例：ボート・ツー・オイレンブルク）と、フォンとツーの両方を重ねた姓（例：フュルスト・フォン・メッテルニヒ=ヴィンネブルク・ツー・バイルシュタイン）がある。また、家名と領地名が同じである場合には、von und zu（フォン・ウント・ツー）と称する場合もある。例えばリヒテンシュタイン家の正式姓はフォン・ウント・ツー・リヒテンシュタイン（いわば「リヒテンシュタイン家（姓）にしてリヒテンシュタイン（地名）の領主」の意）となる。

## ドイツ貴族の姓・爵位の呼び方
ドイツ語圏において王侯貴族の名前は「個人名 + 爵位・封号 + フォン（ツー） + 姓」の形で名乗る。姓にフォン (von) またはツー (zu) を冠するのは貴族の指標である。
姓のみを呼ぶ際に、常にフォンを冠して「フォン・○○氏」「フォン・○○家」などと称すか、フォンやツーは姓の一部ではなくあくまで前置詞的称号であると見なして省いて称するかは、ドイツ語圏においても揺れがある。歴史上の人物など広く知られた人物については、フォンを省いて称することが多い。ただし、ジョン・フォン・ノイマンやヴェルナー・フォン・ブラウンのようにドイツ語圏外へ移住した者については、フォンを含めて固有の姓とされることがあり、この場合はドイツ語圏においても常にフォンを付けて呼ぶことが多い。
例として、クレメンス・フュルスト・フォン・メッテルニヒの場合、「メッテルニヒ侯クレメンス」もしくは「クレメンス・フォン・メッテルニヒ侯爵」と訳すのが妥当である。姓としては、「フュルスト・フォン－」の2語をもって「－侯」の意と見なすなら「メッテルニヒ侯」となり、逐語的に訳すなら「フォン・メッテルニヒ侯爵」となる。ただし、「フュルスト・フォン・メッテルニヒ侯爵」と訳すのは、太字部分が明らかに重複表現となる。

## 「フォン」称号の現在
第一次世界大戦後にドイツもオーストリアも君主制は廃止されて共和国に移行しており、どちらの国も特権を持つ世襲の貴族制度がない国となった。
現代のドイツでは「フォン」称号は、法的には単なる姓の一部となっている。フォンを名乗るという慣習に結び付く法的な特権や制約はもはや存在しない。電話帳などでドイツ人の姓をアルファベット順に並べる場合、「フォン」を姓に含む人々は、「フォン」の後に続く部分に基づいて並べられる（例えば、経済学者ルートヴィヒ・フォン・ミーゼス（Ludwig von Mises）は、電話帳では「V」ではなく「M」のところに並ぶことになる）。
一方、オーストリアでは第一次世界大戦後、貴族の特権が廃止されたのみならず、フォンやツーを含むあらゆる貴族称号が廃止され、フォンのついた姓を名乗ることができなくなった。経済学者フリードリヒ・フォン・ハイエクは戦後は「フリードリヒ・ハイエク」になった。指揮者ヘルベルト・フォン・カラヤンも法律上はヘルベルト・カラヤンだが、芸名としてフォン・カラヤンを名乗っていた。チェコの政治家で、ビロード革命前はオーストリアで活動していたカレル・シュヴァルツェンベルクは、メディアでは時折「フュルスト・ツー・シュヴァルツェンベルク（Fürst zu Schwarzenberg, シュヴァルツェンベルク侯）」と書かれることもあるが、オーストリアの法的には、姓は貴族称号のない単なる「シュヴァルツェンベルク」のみである。ハプスブルク＝ロートリンゲン家の現当主カール・ハプスブルク＝ロートリンゲンは「カール・フォン・ハプスブルク」を自称しているが、現代のオーストリアでは「フォン・ハプスブルク」を姓とすることも、「オーストリア大公」の称号を使うこともできない。

## 姓の前に von（フォン）が付く著名人
- カール・フォン・クラウゼヴィッツ
- ヘルムート・フォン・モルトケ
- ヨハン・ヴォルフガング・フォン・ゲーテ（貴族に叙せられてから「フォン」を名乗る）
- フリードリヒ・フォン・シラー（貴族に叙せられてから「フォン」を名乗る）
- フーゴ・フォン・ホーフマンスタール
- マンフレート・フォン・リヒトホーフェン
- エルンスト・フォン・ザロモン
- コンスタンティン・フォン・ノイラート
- フランツ・フォン・パーペン
- パウル・フォン・レットウ＝フォルベック
- エリッヒ・フォン・シュトロハイム（アメリカで映画監督になった際、ドイツ貴族的なキャラクターを売りにするため「フォン」を自称した）
- ゲルト・フォン・ルントシュテット
- エーリッヒ・フォン・マンシュタイン
- ヨアヒム・フォン・リッベントロップ
- バルドゥール・フォン・シーラッハ
- ジョセフ・フォン・スタンバーグ（アメリカで映画監督になった際、ドイツ出身を強調するために「フォン」を自称した）
- クラウス・フォン・シュタウフェンベルク
- ヴェルナー・フォン・ブラウン
- ヘルベルト・フォン・カラヤン（祖先はギリシャのカラヤニス家で、ザクセンに移住し貴族となった）
- グレタ・フォン・ヤインゼン（エルンスト・ユンガーの妻）
- リヒャルト・フォン・ヴァイツゼッカー
- ジョン・フォン・ノイマン
- ゲオルク・フォン・トラップ
- マリア・フォン・トラップ
- セオドア・フォン・カルマン
- ヴェルナー・フォン・ジーメンス（シーメンス社の創業者で元は小作農家。科学や産業への貢献により叙爵されフォンを名乗る）
- ヴォルフガング・フォン・トリップス
- ギュンター・フォン・クルーゲ
- フェルディナント・フォン・ツェッペリン
- パウル・フォン・ヒンデンブルク
- フリードリヒ・アウグスト・フォン・ハイエク（チェコ系のハーイェク家を祖先とする）
- カール・マリア・フォン・ウェーバー
- ハンス・フォン・ビューロー
- アヒム・フォン・アルニム
- ヴィルヘルム・フォン・フンボルト
- アレクサンダー・フォン・フンボルト
- レオポルト・フォン・ランケ
- ハインリヒ・フォン・トライチュケ
- ハンス・フォン・ゼークト
- フィリップ・フランツ・フォン・シーボルト
- ゴットフリート・フォン・クラム
- フリードリヒ・カール・フォン・サヴィニー
- オットー・フォン・ハプスブルク
- ユストゥス・フォン・リービッヒ
- パウル・フォン・ハイゼ
- ユリウス・ロベルト・フォン・マイヤー（科学者としての活動が評価され受勲し「フォン」を名乗る）
- ヘルマン・フォン・ヘルムホルツ（科学者としての活動が評価され貴族に叙せられてから「フォン」を名乗る）
- フランツ・ザーフェル・フォン・ヴュルフェン
- ルートヴィヒ・フォン・ミーゼス
- エドゥアルト・フォン・ハルトマン
- フリードリヒ・フォン・ヴィーザー
- ルドルフ・フォン・グナイスト
- フランツ・フォン・ツァハ
- エーレンフリート・ヴァルター・フォン・チルンハウス
- オイゲン・フォン・ベーム＝バヴェルク
- フェルディナント・フォン・ウランゲル（ドイツ系ロシア貴族。ロシア語では「フェルジナント・ペトローヴィチ・ヴラーンゲリ」と呼ばれ、「フォン」はつかない）
- デニス・フォンヴィージン（ドイツ系ロシア貴族。ドイツ語の姓は「フォン・ヴァイゼン」だが、「フォン」まで含めてロシア語化された）

## 姓の前に zu（ツー）が付く名前の例
- ヨシアス・ツー・ヴァルデック＝ピルモント
- ボート・ツー・オイレンブルク
- クロートヴィヒ・ツー・ホーエンローエ＝シリングスフュルスト
- アーデルハイト・ツー・ホーエンローエ＝ランゲンブルク
- エノッホ・ツー・グッテンベルク
- カール＝テオドール・ツー・グッテンベルク
- アドルフ・ツー・ホーエンローエ＝インゲルフィンゲン
- ヴィルヘルム・フリードリヒ・ツー・ヴィート
- フェオドラ・ツー・ライニンゲン
- ハインリヒ・ツー・メクレンブルク

## その他
ブランド名、架空の人物など。この場合、「ヴォン」と書かれることがある。
- フリッツ・フォン・エリック - アメリカのプロレスラー。本名はジャック・アドキッセンだがギミック上の出身地がドイツだった関係でフォン・エリックを名乗った。ドイツギミックのレスラーには他にもバロン・フォン・ラシクなどフォンの付くリングネームを名乗った例が多い。
- ミカエル・アウスバッハ・フォン・ロアーヌ - 『ロマンシング サ・ガ3』のキャラクター。 ロアーヌ侯爵。
- ジョシュア・フォン・アルニム（Josua von Arnim） - ネクソンMMORPG。『テイルズウィーバー』のキャラクター。
- クーキー・ヴォン・クッパ（Kooky Von Koopa） - 『マリオシリーズ』のキャラクター。
- フォン・ダッチまたはヴォン・ダッチ（Von Dutch） - ブランド名。
- クラウス・ハインツ・フォン・デム・エーベルバッハ（Klaus Heinz von dem Eberbach） - 『エロイカより愛をこめて』の登場人物。
- ラインハルト・フォン・ローエングラム（Reinhard von Lohengramm） - 『銀河英雄伝説』の登場人物。
- イリヤスフィール・フォン・アインツベルン（Illyasviel von Einzbern） - 『Fate/stay night』のキャラクター。
- カール・リヒター・フォン・ランドル（Karl Lichiter von Randoll） - 『新世紀GPXサイバーフォーミュラ』のキャラクター。
- ヴィクター・フォン・ドゥーム（Victor von Doom） - 『ファンタスティック・フォー』のキャラクター。
- ヘルベルト・フォン・カスペン（Herbert von Kuspen） - 『機動戦士ガンダム MS IGLOO 黙示録0079』のキャラクター。
- ターニャ・フォン・デグレチャフ（Tanya von Degurechaff） - 『幼女戦記』のキャラクター。
- ハンス・フォン・ゼートゥーア（Hans von Zettour） - 『幼女戦記』のキャラクター。
- エーリッヒ・フォン・レルゲン（Erich von Rerugen） - 『幼女戦記』のキャラクター。
- クルト・フォン・ルーデルドルフ （Kurt von Rudersdorf  ) - 『幼女戦記』のキャラクター。
- アーデルハイト・フォン・シューゲル（Adelheid von Schugel） - 『幼女戦記』のキャラクター。
- エーデルガルト＝フォン＝フレスベルグ（Edelgard von Hresvergr） - 『ファイアーエムブレム 風花雪月』のキャラクター。